# Kőszeg–Lukácsháza-víztározó
Az Abért-tó (korábbi nevén Kőszeg-Lukácsháza víztározó) mesterséges tó és időszakos árvízi tározó, amelynek célja, hogy elsősorban Szombathely, de Lukácsháza, Gyöngyösfalu, Gencsapáti községek árvízi védelmét is további védtöltés kiépítése nélkül biztosítsa. A tó nevét Abért Lászlóról, a Vízügyi Igazgatóságnak az építkezésről hazafelé tartva balesetben elhunyt főmérnökéről kapta.

## Története
Az 1965-ös dunai árvíz idején a megáradt Gyöngyös patak rendkívül nagy elöntéseket és károkat okozott a patak menti településeken: Lukácsháza, Gyöngyösfalu, Gencsapáti, Szombathely. Az árvíz után a vízügyi szakemberek azt javasolták, hogy Kőszeg déli részén, Lukácsháza északi területein épüljön egy árvíztározó, amely mentesíti a településeket az árvízi károktól. Több évtizedes tervezés és egyeztetés során alakult a terv. A természetvédelmi hatóság a Gyöngyös patak medre mentén talált élőhelyek védelme érdekében módosíttatta a terveket, így az állandó 161 ha-os vízfelület ötlete és idegenforgalmi hasznosítása elvetésre került. 2008-ban a Nyugat-dunántúli Környezetvédelmi és Vízügyi Igazgatóság Európai Uniós támogatást nyert az árvízi tározó megvalósítására, 2,78 milliárd forintos költséggel. A terv kivitelezése 2009 szeptemberében kezdődött és 2010. június 30-ig befejeződött. 
A megépülő tározó völgyzáró gátja 2408 méter hosszú lesz. A töltés legnagyobb magassága a déli oldalon 8,2 méter. A töltésbe épülő zsilip árvízkor csak annyi vizet ereszt ki, amennyi a tározó alatti medrekben kiöntés nélkül levezethető. A létesítmény árvíz esetén 5,2 millió köbméter vizet képes betározni 161 hektár területen. A völgyzárógát építéséhez szükséges 390 ezer köbméter föld helyben nyitott anyagnyerő helyről kerül ki, melynek rekultiválása során egy 16 és egy 9 hektáros tavat alakítottak ki. Az állandóan vízzel borított terület Kőszeg Kőszegfalva nevű városrészében található. Átadásra 2010. október 12-én került.
Az átadás után a hely gyorsan helyi kirándulóhellyé vált.
A tavak halászati jogával kapcsolatban Kőszeg Város önkormányzata és a Sporthorgász Egyesületek Vas Megyei Szövetsége 2011. január 27-én együttműködési megállapodást kötött, mely szerint a Város támogatja az Egyesület halászati jog haszonbérbe vételére irányuló pályázatát.

## Megközelítés
A 87-es főútról Szombathely felé Kőszegfalva városrésszel szemben. Vasúton a Szombathely–Kőszeg-vasútvonalon Kőszegfalva vasúti megállóhellyel átellenben.

## Galéria

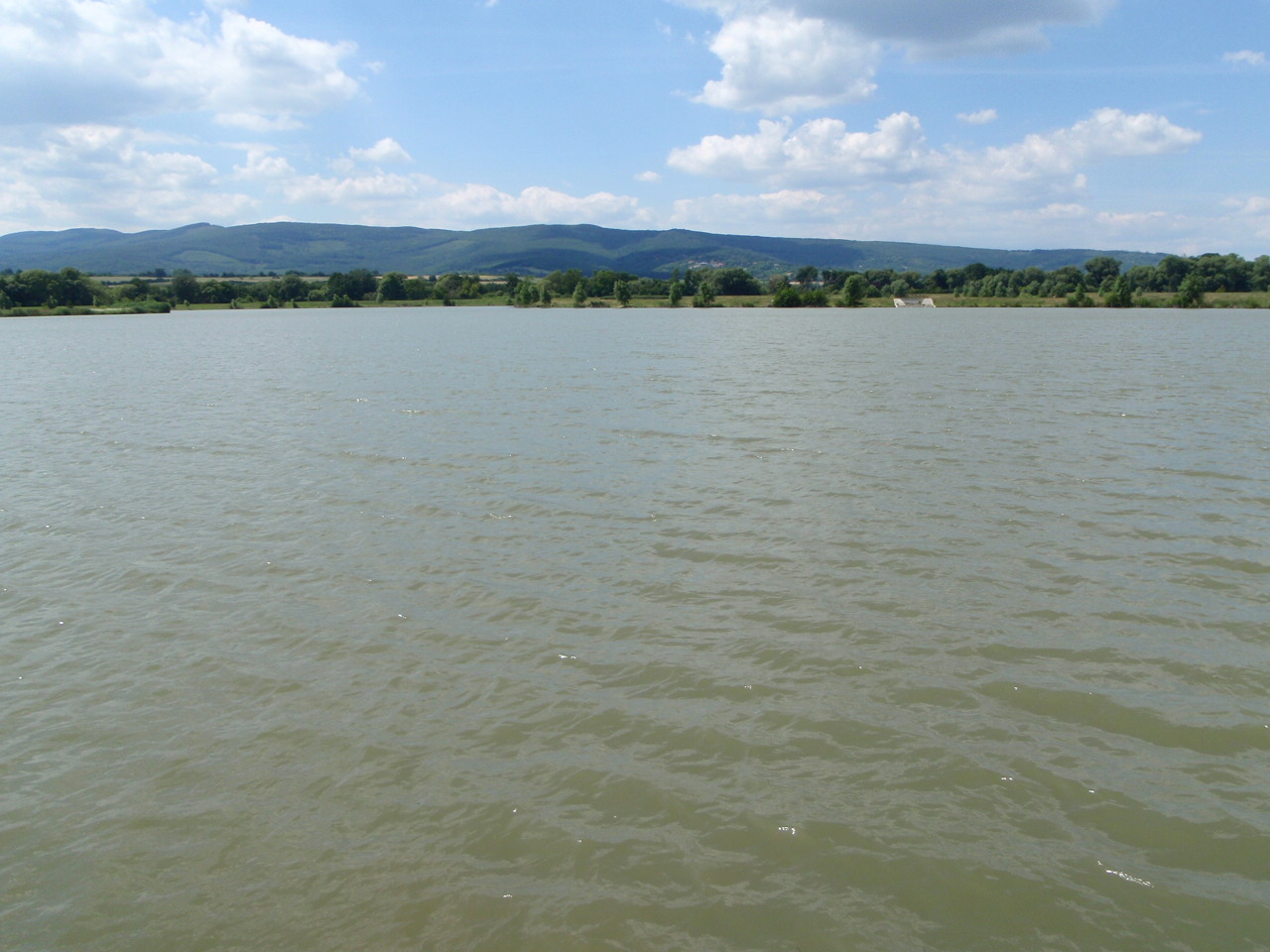
Az Abért-tó 2015-ben
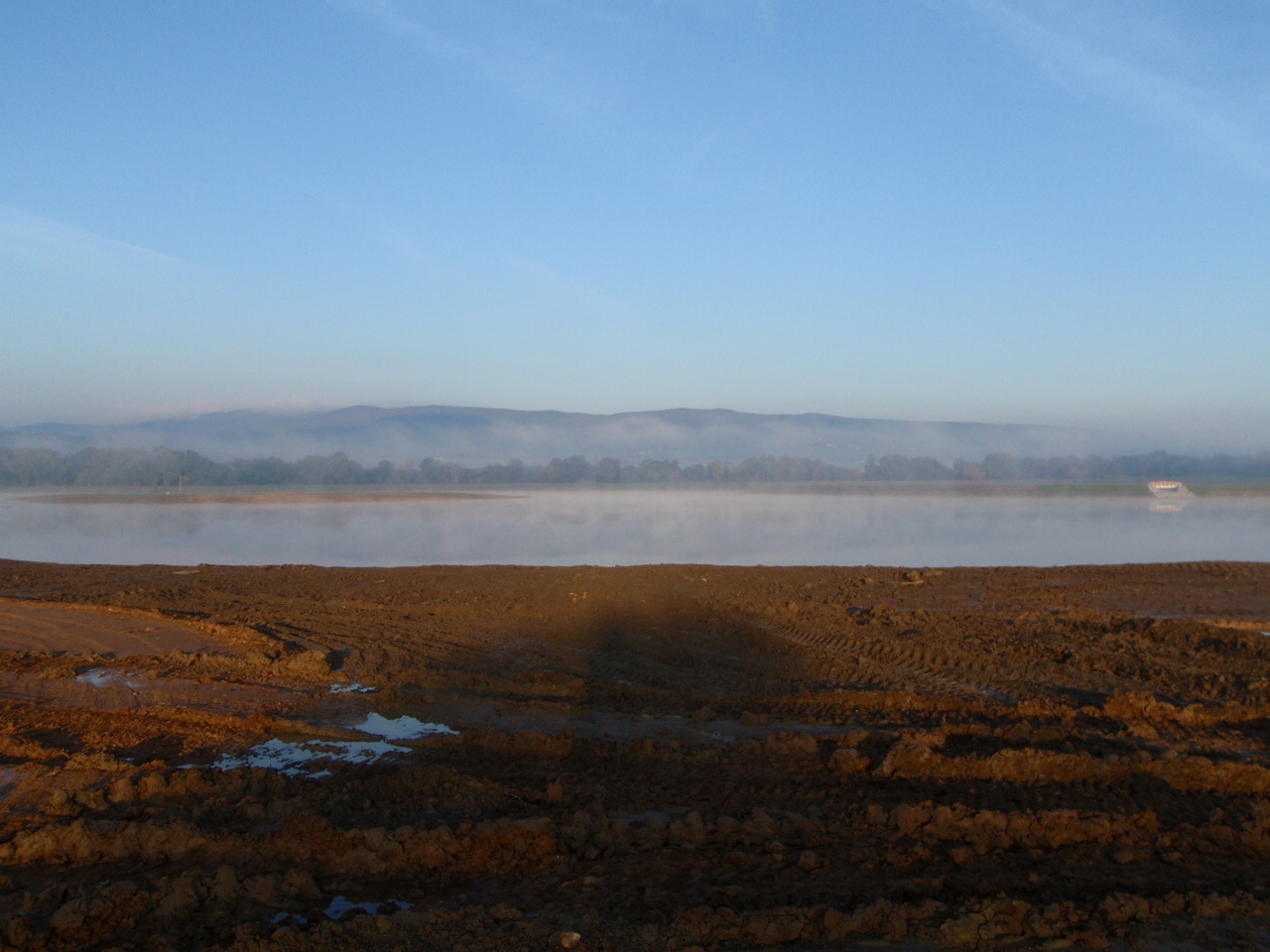
A jóléti tározó feltöltése Kőszegfalva határában
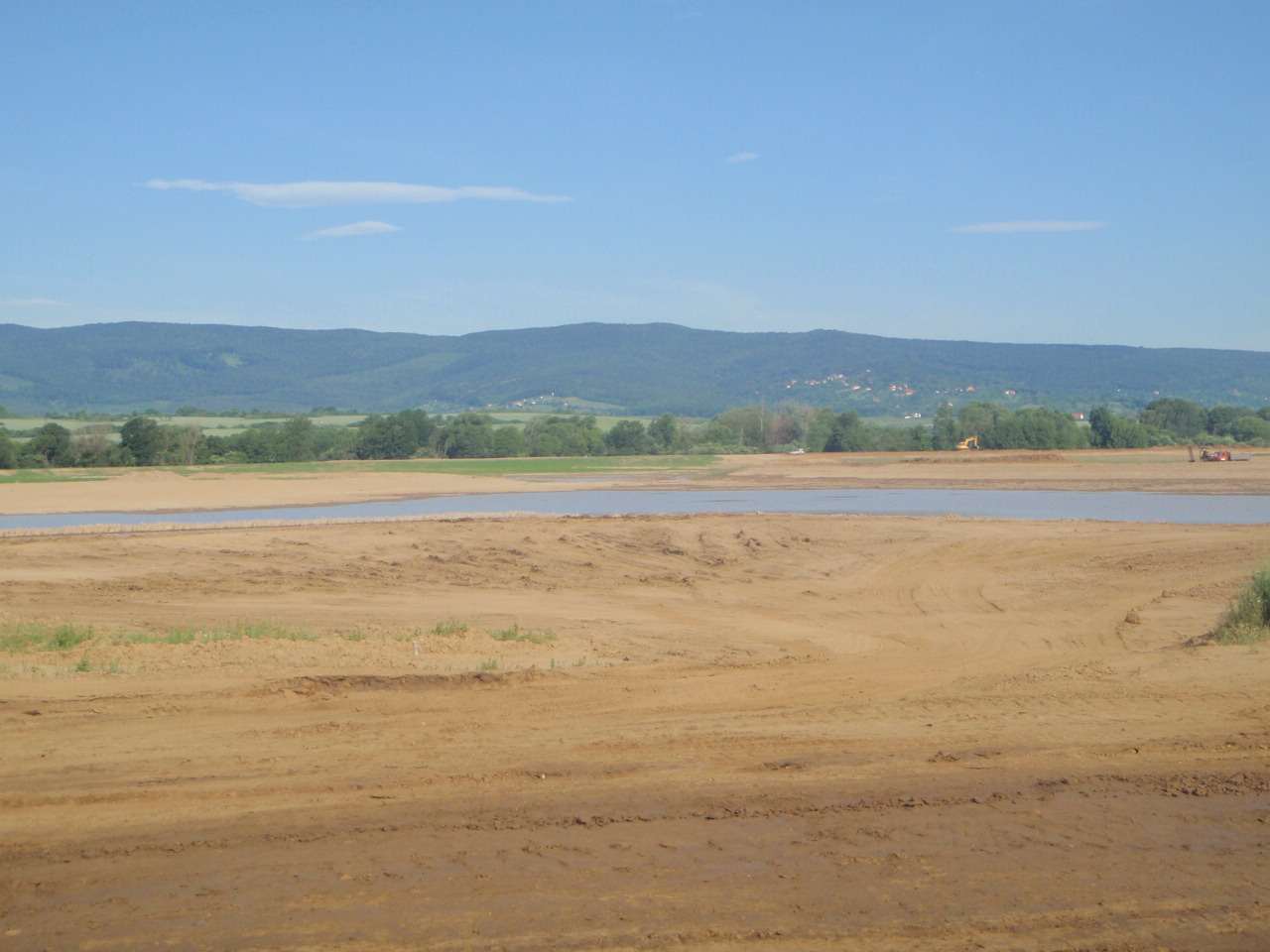
Épülő tározó a Kőszegi-hegységgel
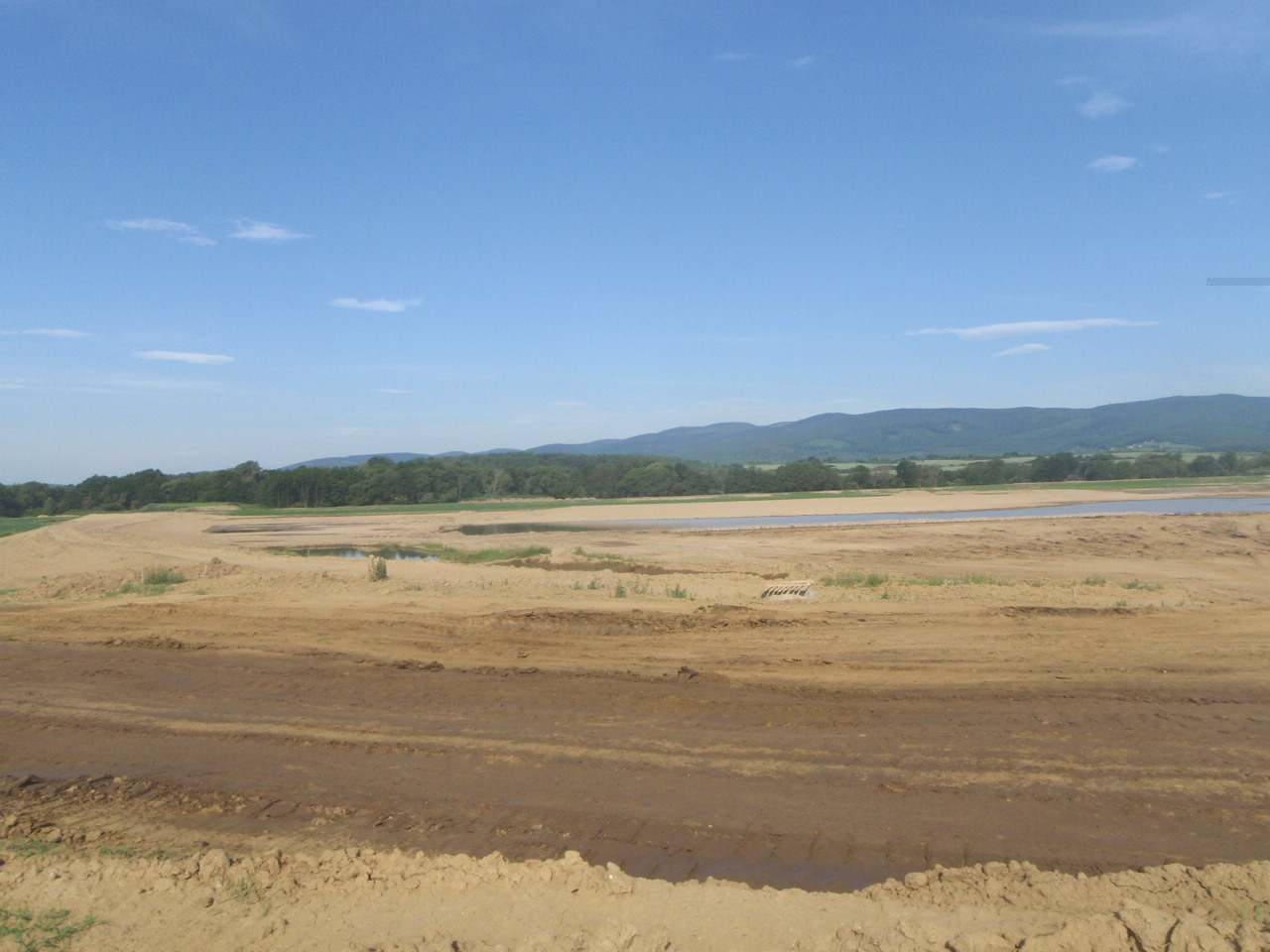
Az épülő jóléti célokat szolgáló tó és gátja